# Sennyey Imre
Kissennyei báró (1767-től gróf) Sennyey Imre (?,? - Pácin, 1774) császári-királyi kamarás, a Pálffy huszárezred ezredese, 1771-től lovassági tábornok.

## Élete
A kissennyei Sennyey család sarja. Nagyapja Sennyey István, kuruc tábornok volt.
Érdemei elismeréseként 1767. január 27-én Mária Teréziától grófi címet kapott. 1774-ben hunyt el Pácinban, Leleszen temették el.
Első felesége báró Palocsay Róza, akitől Imre nevű fia született, s akivel kihalt a család grófi ága.